# Kojtjärnen (Arvidsjaurs socken, Lappland)
Kojtjärnen är en sjö i Arvidsjaurs kommun i Lappland och ingår i Skellefteälvens huvudavrinningsområde. Sjön har en area på 0,0548 kvadratkilometer och ligger 512,4 meter över havet.

## Delavrinningsområde
Kojtjärnen ingår i det delavrinningsområde (726378-165721) som SMHI kallar för Inloppet i Baktsjaure. Medelhöjden är 444 meter över havet och ytan är 24,57 kvadratkilometer. Räknas de 5 avrinningsområdena uppströms in blir den ackumulerade arean 75,65 kvadratkilometer. Skattån (Stenträskbäcken) som avvattnar avrinningsområdet har biflödesordning 2, vilket innebär att vattnet flödar genom totalt 2 vattendrag innan det når havet efter 148 kilometer. Avrinningsområdet består mestadels av skog (50 procent) och sankmarker (48 procent). Avrinningsområdet har 0,22 kvadratkilometer vattenytor vilket ger det en sjöprocent på 0,9 procent.